# Ауреліо Мілані
Ауреліо Мілані (італ. Aurelio Milani, 14 травня 1934, Дезіо — 25 листопада 2014, Борго-Тічино) — італійський футболіст, що грав на позиції нападника, зокрема, за клуби «Сампдорія», «Фіорентина» та «Інтернаціонале», а також національну збірну Італії.

## Клубна кар'єра
Народився 14 травня 1934 року в місті Дезіо. Вихованець футбольної школи місцевого клубу «Аурора».
1952 року уклав свій перший дорослий контракт з «Аталантою», у складі якої, утім, в матчах чемпіонату участі не брав. Дебютував же у дорослому футболі наступного року за нижчолігову «Фанфуллу», згодом також грав за «Сімменталь-Монца» та «Трієстину».
У Серії А дебютував у сезоні 1958/59, захищаючи кольори «Сампдорії», за яку відіграв два сезони.
Протягом 1960—1961 років захищав кольори клубу «Падова», після чого приєднався до «Фіорентини». У складі «фіалок» провів свій найуспішніший сезон 1961/62, протягом якого відзначився 22-ма голами у 33 іграх першості і розділив із Жозе Алтафіні титул найкращого бомбардира Серії A. Утім вже наступного сезону нападник виходив на поле лише у 18 іграх чемпіонату і лише одного разу відзначився в них забитим голом.
Після цього 1963 року перейшов до міланського «Інтернаціонале», який під керівництвом тренера Еленіо Еррери саме входив у період своєї історії, який згодом стане відомим як Великий «Інтер».  Провів у міланській команді два сезони, протягом яких не зміг стати стабільним гравцем її основного складу, проте здобув цілу низку титулів — чемпіона Італії в сезоні 1964/65, володаря Кубка чемпіонів УЄФА в різіграшах 1963/64 та 1964/65, а також володаря Міжконтинентального кубка 1964.
Залишив «Інтер» у 1965 році, згодом у сезоні 1966/67 провів декілька матчів за нижчолігову «Вербанію», після чого остаточно завершив ігрову кар'єру.

## Виступи за збірні
З 1958 по 1962 рік захищав кольори другої збірної Італії. У складі цієї команди провів 2 матчі, забив 1 гол.
1964 року провів свою єдину офіційну гру у складі національної збірної Італії.
Помер 25 листопада 2014 року на 81-му році життя у місті Борго-Тічино.

## Статистика виступів

### Статистика виступів у Серії А
| Сезон                      | Команда                    | Чемпіонат                  | Чемпіонат | Чемпіонат | Чемпіонат |
| Сезон                      | Команда                    | Ліга                       | Ігор      | Голів     |           |
| -------------------------- | -------------------------- | -------------------------- | --------- | --------- | --------- |
| 1958–59                    | «Сампдорія»                | A                          | 34        | 13        |           |
| 1959–60                    | «Сампдорія»                | A                          | 10        | 1         |           |
| Усього за «Сампдорію»      | Усього за «Сампдорію»      | Усього за «Сампдорію»      | 44        | 14        |           |
| 1960–61                    | «Падова»                   | A                          | 33        | 18        |           |
| 1961–62                    | «Фіорентина»               | A                          | 33        | 22        |           |
| 1962–63                    | «Фіорентина»               | A                          | 18        | 1         |           |
| Усього за «Фіорентину»     | Усього за «Фіорентину»     | Усього за «Фіорентину»     | 51        | 23        |           |
| 1963–64                    | «Інтернаціонале»           | A                          | 18        | 7         |           |
| 1964–65                    | «Інтернаціонале»           | A                          | 11        | 0         |           |
| Усього за «Інтернаціонале» | Усього за «Інтернаціонале» | Усього за «Інтернаціонале» | 29        | 7         |           |
| Усього за кар'єру          | Усього за кар'єру          | Усього за кар'єру          | 157       | 62        |           |

### Статистика виступів за збірну
| Дата      | Місто   | Господарі | Результат | Гості  | Турнір           | Голи | Примітки |
| --------- | ------- | --------- | --------- | ------ | ---------------- | ---- | -------- |
| 10-5-1964 | Лозанна | Швейцарія | 1 – 3     | Італія | товариський матч | -    |          |
| Усього    |         | Матчів    | 1         |        | Голів            | 0    |          |

## Титули і досягнення

### Командні
- Чемпіон Італії (1):

«Інтернаціонале»: 1964-1965
- Володар Кубка чемпіонів УЄФА (2):

«Інтернаціонале»: 1963-1964, 1964-1965
- Володар Міжконтинентального кубка (1):

«Інтернаціонале»: 1964

### Особисті
- Найкращий бомбардир Серії А (1):

1961-1962 (22 голів, разом із Жозе Алтафіні)